# Pseudohauerina
Pseudohauerina es un género de foraminífero bentónico de la familia Riveroinidae, de la superfamilia Milioloidea, del suborden Miliolina y del orden Miliolida. Su especie tipo es Hauerina occidentalis. Su rango cronoestratigráfico abarca desde el Balcombiense (Oligoceno) hasta la Actualidad.

## Clasificación
Pseudohauerina incluye a las siguientes especies:
- Pseudohauerina dissidens
- Pseudohauerina howelli
- Pseudohauerina occidentalis
  - Pseudohauerina occidentalis involuta
- Pseudohauerina orientalis
- Pseudohauerina ornatissima
- Pseudohauerina parri

Otra especie considerada en Quinqueloculina es:
- Pseudohauerina involuta, aceptado como Sigmoihauerina involuta